# 阿涅尔拉日罗
阿涅尔拉日罗（法語：Asnières-la-Giraud，法語發音：[anjɛʁ la ʒiʁo]）是法国滨海夏朗德省的一个市镇，位于该省中东部，属于圣让当热利区。

## 地理
阿涅尔拉日罗（45°53'21"N, 0°31'16"W）面积18.64 平方千米，位于法国新阿基坦大区滨海夏朗德省，该省份为法国西部滨海省份，北起旺代省，西临大西洋，南至吉倫特省，东南接多爾多涅省，东北接德塞夫勒省接壤，东临夏朗德省。
与阿涅尔拉日罗接壤的市镇（或旧市镇、城区）包括：丰特内、马兹赖、楠蒂耶、圣让当热利、圣于连德莱斯卡普、圣梅姆、圣伊莱尔-德维勒弗朗什。

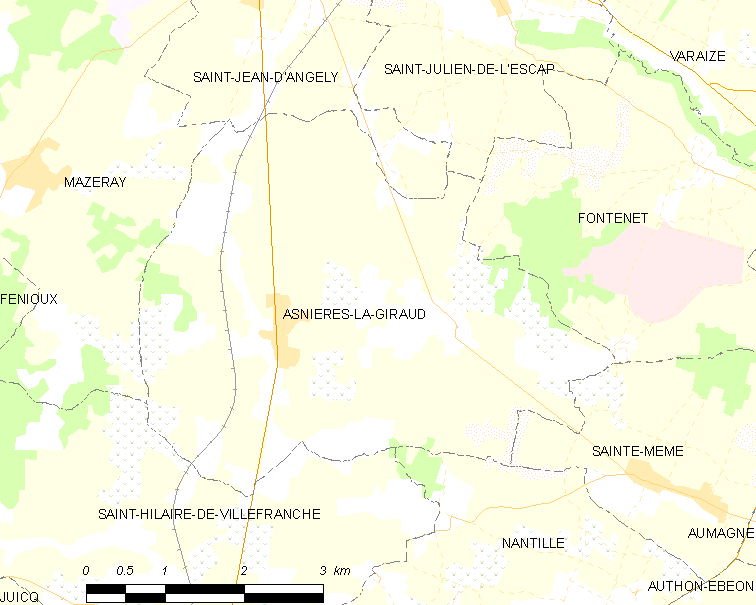
阿涅尔拉日罗的OSM定位图

阿涅尔拉日罗的时区为UTC+01:00、UTC+02:00（夏令时）。

## 行政
阿涅尔拉日罗的邮政编码为17400，INSEE市镇编码为17022。

## 政治
阿涅尔拉日罗所属的省级选区为马塔县。

## 人口

1962-2008年间阿涅尔拉日罗人口变化图示

阿涅尔拉日罗于2022年1月1日时的人口数量为980人。